# Ducati Corse
Ducati Corse es la división de equipo de carreras de Ducati que trata con la participación de la firma en carreras de motocicletas. Es dirigido por Claudio Domenicali y está emplazado dentro de Bolonia, en Borgo Panigale. Más de cien personas trabajan en Ducati Corse (casi el 10% del personal de Ducati Motor Holding S. p. A.). Ducati actualmente compite en MotoGP como Ducati Lenovo Team y en el Campeonato Mundial de Superbikes como Aruba.it Racing – Ducati, y en otros campeonatos nacionales bajo el nombre por motivos de patrocinio. 
Ducati empezó a participar en competiciones en 1954, en 1988 empezó en el Campeonato Mundial de Superbikes, pero no fue hasta 1999 cuando se fundó oficialmente la división de carreras Ducati Corse S. R. L. Participando por primera vez en MotoGP en 2002.

## Organización
La compañía está dividida en cuatro departamentos.

### Investigación y desarrollo técnico
El departamento de investigación y desarrollo técnico está compuesto por dos equipos responsables del diseño y desarrollo de las motocicletas que compiten en los campeonatos de la Superbike y MotoGP.

### Actividades deportivas
El departamento de actividades deportivas es responsable de los equipos de la fábrica que participan en los campeonatos de la Superbike y MotoGP.

### Actividades comerciales
El departamento de actividades comerciales es responsable de proveer a los equipos privados de motocicletas y piezas de repuesto. A partir de 2004 Ducati Corse también apoya un equipo de satélite en MotoGP, suministrando motos y apoyo técnico.

### Marketing y comunicación
El objetivo del departamento de comunicación y Marketing es aumentar y manejar la imagen de marca de Ducati en carreras. También es responsable del merchandising oficial de Ducati Corse.

## Campeonato del Mundo de Motociclismo (MotoGP)
Cuando las reglas técnicas cambiaron para la temporada de 2002, dando la prioridad a las máquinas de cuatro tiempos, Ducati decidió entrar al campeonato.
La motocicleta de MotoGP de Ducati se presentó en el GP de Italia de 2002 en Mugello, para el uso en el campeonato de MotoGP de 2003. Ducati comenzó a participar en el Campeonato de MotoGP en la temporada de 2003 y ganó un título en la temporada de 2007. Ducati ha conseguido 31 triunfos: 23 por Casey Stoner, 7 por Loris Capirossi y 1 por Troy Bayliss.
Marlboro ha sido el patrocinador del equipo desde 2003, aunque su nombre no aparezca actualmente en la motocicleta del equipo. Esto se da porque la publicidad del patrocinio de tabaco se ha hecho ilegal en la Unión Europea y otros equipos principales han roto relaciones con empresas tabacaleras, por ejemplo Yamaha terminó su relación de cinco años con Fortuna/Gauloises.
Loris Capirossi y Troy Bayliss compitieron en todas las rondas del campeonato de MotoGP de 2003. Loris Capirossi, consiguió un podio en la ronda de apertura del campeonato en Japón y ganó el GP Catalunya en Barcelona. Capirossi terminó cuarto en las posiciones del campeonato finales y Bayliss sexto; mientras Ducati llegó en segundo lugar en general en las posiciones de los Fabricantes.
En la temporada de 2005, Bayliss fue sustituido por el piloto español Carlos Checa y Ducati cambió de proveedores de neumáticos a Bridgestone. Capirossi consiguió dos triunfos en el Gran Premio de Japón y en el Gran Premio de Malasia, mientras que Checa consiguió un par de podios.
El piloto español Sete Gibernau sustituyó a Checa para la temporada de 2006. El equipo consiguió su primer triunfo de 2006 en la apertura en el gran premio de Jerez de la Frontera, seguido de un podio en Catar. Capirossi lideró el campeonato durante un corto periodo, porque al principio del Grand prix de Cataluña en Barcelona, la moto de Capirossi chocó con Gibernau. Ambos pilotos terminaron heridos y en el hospital, con Gibernau lesionado en la clavícula. Capirossi luchó en la carrera de Assen una semana más tarde, mientras Gibernau fue sustituido por el alemán Alex Hofmann para esta carrera, el Gran Premio británico, y también el Gran Premio checo después de someterse a una cirugía adicional. Con Gibernau también marginado para la ronda final de la temporada en Valencia, Ducati llamó a Bayliss, que era el recientemente coronado Campeón del mundo de Superbikes. La carrera fue ganada por Bayliss, su primera victoria en MotoGP, con Capirossi en segundo lugar, logrando el primer 1-2 de Ducati.
El desplazamiento de motor se redujo a 800cc para la temporada de 2007. Ducati comenzó el desarrollo de su motocicleta de 800cc muy temprano, y según el jefe de carrera de Ducati Filippo Preziosi, hacia agosto de 2006, Ducati había construido ya veinte motores de 800cc con varias especificaciones. Loris Capirossi fue acompañado en el equipo por Casey Stoner. Durante la mayor parte de la temporada de 2007, Stoner dominó el campeonato, obteniendo su y el primer Campeonato del mundo de MotoGP del equipo en el circuito de Motegi, Japón, el 23 de septiembre de 2007, cuatro carreras antes del final de la temporada.
Al final de temporada, concedieron al ingeniero jefe de Ducati Alan Jenkins el Premio del Sir Jackie Stewart por la brillantez a lo largo de la temporada.
Casey Stoner permaneció en el equipo y fue acompañado por Marco Melandri en la temporada 2008. Marco tuvo una difícil adaptación a la Ducati GP-8. Ducati y Melandri acortdaron mutuamente acortar su contrato de dos años a un año a mitad de la temporada 2008.
Otra vez, Casey Stoner permaneció en el equipo mientras Nicky Hayden se convirtió en su nuevo compañero, sustituyendo a Marco Melandri que se trasladado a Kawasaki para temporada 2009. A mitad de temporada le dieron la posibilidad al novato finlandés Mika Kallio de competir para el equipo en 3 grandes premios, debido a que Stoner no estaba disponible para aquellos grandes premios porque estaba trabajando para reponerse de su enfermedad.
Otra vez Casey Stoner fue acompañado por Nicky Hayden toda la temporada 2010.
El 9 de julio de 2010, Casey Stoner anunció que se iría a Honda para la temporada 2011, después de cuatro años en Ducati.
El 15 de agosto de 2010, después de la carrera de MotoGP en Brno, Valentino Rossi confirmó que correría para Ducati Corse, firmando un acuerdo de dos años que comenzaría en la temporada de 2011
Valentino Rossi y Nicky Hayden permanecieron con Ducati Corse para la temporada de 2012.
Nicky Hayden permaneció con Ducati Corse para la temporada de 2013 con un contrato de un año. Fue acompañado por Andrea Dovizioso.
Andrea Dovizioso permanece con Ducati para la temporada de 2014. Es acompañado por el excompañero de equipo Cal Crutchlow.

## Resultados en el Campeonato del Mundo de Motociclismo
(Carreras en Negro indican pole position, Carreras en italics indican vuelta rápida)

(* Indica temporada en curso)
| Año  | Equipo                | Moto                    | N.º | Piloto            | 1       | 2       | 3       | 4       | 5       | 6       | 7       | 8       | 9       | 10      | 11      | 12      | 13      | 14      | 15      | 16      | 17      | 18      | 19      | 20      | 21  | 22  | C.P. | Pts     | C.E. | Pts |
| ---- | --------------------- | ----------------------- | --- | ----------------- | ------- | ------- | ------- | ------- | ------- | ------- | ------- | ------- | ------- | ------- | ------- | ------- | ------- | ------- | ------- | ------- | ------- | ------- | ------- | ------- | --- | --- | ---- | ------- | ---- | --- |
| 2003 | Ducati Marlboro Team  | Ducati Desmosedici GP3  | 12  | Troy Bayliss      | JPN 5   | RSA 4   | SPA 3   | FRA Ret | ITA Ret | CAT 10  | NED 9   | GBR 5   | GER 3   | CZE 3   | POR 6   | RÍO 10  | PAC Ret | MAL 9   | AUS Ret | VAL 7   |         |         |         |         |     |     | 6.º  | 128     | 3.º  | 305 |
| 2003 | Ducati Marlboro Team  | Ducati Desmosedici GP3  | 65  | Loris Capirossi   | JPN 3   | RSA Ret | SPA Ret | FRA Ret | ITA 2   | CAT 1   | NED 6   | GBR 4   | GER 4   | CZE Ret | POR 3   | RÍO 6   | PAC 8   | MAL 6   | AUS 2   | VAL 3   |         |         |         |         |     |     | 4.º  | 177     | 3.º  | 305 |
| 2004 | Ducati Marlboro Team  | Ducati Desmosedici GP4  | 12  | Troy Bayliss      | RSA 14  | SPA Ret | FRA 8   | ITA 4   | CAT Ret | NED Ret | RÍO Ret | GER Ret | GBR 5   | CZE Ret | POR 8   | JPN Ret | QAT Ret | MAL 10  | AUS 9   | VAL 3   |         |         |         |         |     |     | 14.º | 71      | 5.º  | 188 |
| 2004 | Ducati Marlboro Team  | Ducati Desmosedici GP4  | 65  | Loris Capirossi   | RSA 6   | SPA 12  | FRA 10  | ITA 8   | CAT 10  | NED 8   | RÍO 4   | GER Ret | GBR 7   | CZE 5   | POR 7   | JPN Ret | QAT Ret | MAL 6   | AUS 3   | VAL 9   |         |         |         |         |     |     | 9.º  | 117     | 5.º  | 188 |
| 2005 | Ducati Marlboro Team  | Ducati Desmosedici GP5  | 7   | Carlos Checa      | SPA 10  | POR 5   | CHN Ret | FRA Ret | ITA 5   | CAT 11  | NED 9   | USA Ret | GBR 5   | GER Ret | CZE 8   | JPN 4   | MAL 3   | QAT 6   | AUS 3   | TUR 5   | VAL 4   |         |         |         |     |     | 9.º  | 138     | 4.º  | 295 |
| 2005 | Ducati Marlboro Team  | Ducati Desmosedici GP5  | 23  | Shinichi Ito      | SPA     | POR     | CHN     | FRA     | ITA     | CAT     | NED     | USA     | GBR     | GER     | CZE     | JPN     | MAL     | QAT     | AUS     | TUR DSQ | VAL     |         |         |         |     |     | NC   | 0       | 4.º  | 295 |
| 2005 | Ducati Marlboro Team  | Ducati Desmosedici GP5  | 65  | Loris Capirossi   | SPA 13  | POR 9   | CHN 12  | FRA 7   | ITA 3   | CAT 12  | NED 10  | USA 10  | GBR 6   | GER 9   | CZE 2   | JPN 1   | MAL 1   | QAT 10  | AUS     | TUR     | VAL 7   |         |         |         |     |     | 6.º  | 157     | 4.º  | 295 |
| 2006 | Ducati Marlboro Team  | Ducati Desmosedici GP6  | 12  | Troy Bayliss      | SPA     | QAT     | TUR     | CHN     | FRA     | ITA     | CAT     | NED     | GBR     | GER     | USA     | CZE     | MAL     | AUS     | JPN     | POR     | VAL 1   |         |         |         |     |     | 19.º | 25      | 3.º  | 356 |
| 2006 | Ducati Marlboro Team  | Ducati Desmosedici GP6  | 15  | Sete Gibernau     | SPA Ret | QAT 4   | TUR 11  | CHN 9   | FRA 8   | ITA 5   | CAT Ret | NED     | GBR     | GER 8   | USA 10  | CZE     | MAL 5   | AUS 4   | JPN 4   | POR Ret | VAL     |         |         |         |     |     | 13.º | 95      | 3.º  | 356 |
| 2006 | Ducati Marlboro Team  | Ducati Desmosedici GP6  | 65  | Loris Capirossi   | SPA 1   | QAT 3   | TUR 6   | CHN 8   | FRA 2   | ITA 2   | CAT Ret | NED 15  | GBR 9   | GER 5   | USA 8   | CZE 1   | MAL 2   | AUS 7   | JPN 1   | POR 12  | VAL 2   |         |         |         |     |     | 3.º  | 229     | 3.º  | 356 |
| 2006 | Ducati Marlboro Team  | Ducati Desmosedici GP6  | 66  | Alex Hofmann      | SPA     | QAT     | TUR     | CHN     | FRA     | ITA     | CAT     | NED 12  | GBR 13  | GER     | USA     | CZE 16  | MAL     | AUS     | JPN     | POR     | VAL     |         |         |         |     |     | 17.º | 30      | 3.º  | 356 |
| 2007 | Ducati Marlboro Team  | Ducati Desmosedici GP7  | 27  | Casey Stoner      | QAT 1   | SPA 5   | TUR 1   | CHN 1   | FRA 3   | ITA 4   | CAT 1   | GBR 1   | NED 2   | GER 5   | USA 1   | CZE 1   | RSM 1   | POR 3   | JPN 6   | AUS 1   | MAL 1   | VAL 2   |         |         |     |     | 1.º  | 367     | 1.º  | 533 |
| 2007 | Ducati Marlboro Team  | Ducati Desmosedici GP7  | 65  | Loris Capirossi   | QAT Ret | SPA 12  | TUR 3   | CHN 6   | FRA 8   | ITA 7   | CAT 6   | GBR Ret | NED Ret | GER 2   | USA Ret | CZE 6   | RSM 5   | POR 9   | JPN 1   | AUS 2   | MAL 11  | VAL 5   |         |         |     |     | 7.º  | 166     | 1.º  | 533 |
| 2008 | Ducati Marlboro Team  | Ducati Desmosedici GP8  | 1   | Casey Stoner      | QAT 1   | SPA 11  | POR 6   | CHN 3   | FRA 16  | ITA 2   | CAT 3   | GBR 1   | NED 1   | GER 1   | USA 2   | CZE Ret | RSM Ret | IND 4   | JPN 2   | AUS 1   | MAL 6   | VAL 1   |         |         |     |     | 2.º  | 280     | 3.º  | 331 |
| 2008 | Ducati Marlboro Team  | Ducati Desmosedici GP8  | 33  | Marco Melandri    | QAT 11  | SPA 12  | POR 13  | CHN 5   | FRA 15  | ITA Ret | CAT 11  | GBR 16  | NED 13  | GER Ret | USA 16  | CZE 7   | RSM 9   | IND 19  | JPN 13  | AUS 16  | MAL 16  | VAL 16  |         |         |     |     | 17.º | 51      | 3.º  | 331 |
| 2009 | Ducati Marlboro Team  | Ducati Desmosedici GP9  | 27  | Casey Stoner      | QAT 1   | JPN 4   | SPA 3   | FRA 5   | ITA 1   | CAT 3   | NED 3   | USA 4   | GER 4   | GBR 14  | CZE     | IND     | RSM     | POR 2   | AUS 1   | MAL 1   | VAL DNS |         |         |         |     |     | 4.º  | 220     | 3.º  | 341 |
| 2009 | Ducati Marlboro Team  | Ducati Desmosedici GP9  | 36  | Mika Kallio       | QAT     | JPN     | SPA     | FRA     | ITA     | CAT     | NED     | USA     | GER     | GBR     | CZE Ret | IND 8   | RSM 7   | POR     | AUS     | MAL     | VAL     |         |         |         |     |     | 20.º | 9       | 3.º  | 341 |
| 2009 | Ducati Marlboro Team  | Ducati Desmosedici GP9  | 69  | Nicky Hayden      | QAT 12  | JPN Ret | SPA 15  | FRA 12  | ITA 12  | CAT 10  | NED 8   | USA 5   | GER 8   | GBR 15  | CZE 6   | IND 3   | RSM Ret | POR 8   | AUS 15  | MAL 5   | VAL 5   |         |         |         |     |     | 13.º | 104     | 3.º  | 341 |
| 2010 | Ducati Marlboro Team  | Ducati Desmosedici GP10 | 27  | Casey Stoner      | QAT Ret | SPA 5   | FRA Ret | ITA 4   | GBR 5   | NED 3   | CAT 3   | GER 3   | USA 2   | CZE 3   | IND Ret | RSM 5   | ARA 1   | JPN 1   | MAL Ret | AUS 1   | POR Ret | VAL 2   |         |         |     |     | 4.º  | 225     | 3.º  | 388 |
| 2010 | Ducati Marlboro Team  | Ducati Desmosedici GP10 | 69  | Nicky Hayden      | QAT 4   | SPA 4   | FRA 4   | ITA Ret | GBR 4   | NED 7   | CAT 8   | GER 7   | USA 5   | CZE 6   | IND 6   | RSM Ret | ARA 3   | JPN 12  | MAL 6   | AUS 4   | POR 5   | VAL Ret |         |         |     |     | 7.º  | 163     | 3.º  | 388 |
| 2011 | Ducati Team           | Ducati Desmosedici GP11 | 46  | Valentino Rossi   | QAT 7   | SPA 5   | POR 5   | FRA 3   | CAT 5   | GBR 6   | NED 4   | ITA 6   | GER 9   | USA 6   | CZE 6   | IND 10  | RSM 7   | ARA 10  | JPN Ret | AUS Ret | MAL C   | VAL Ret |         |         |     |     | 7.º  | 139     | 3.º  | 271 |
| 2011 | Ducati Team           | Ducati Desmosedici GP11 | 69  | Nicky Hayden      | QAT 9   | ESP 3   | POR 9   | FRA 7   | CAT 8   | GBR 4   | NED 5   | ITA 10  | GER 8   | USA 7   | CZE 7   | IND 14  | RSM Ret | ARA 7   | JPN 7   | AUS 7   | MAL C   | VAL Ret |         |         |     |     | 8.º  | 132     | 3.º  | 271 |
| 2012 | Ducati Team           | Ducati Desmosedici GP12 | 46  | Valentino Rossi   | QAT 10  | SPA 9   | POR 7   | FRA 2   | CAT 7   | GBR 9   | NED 13  | GER 6   | ITA 5   | USA Ret | IND 7   | CZE 7   | RSM 2   | ARA 8   | JPN 7   | MAL 5   | AUS 7   | VAL 10  |         |         |     |     | 6.º  | 163     | 4.º  | 285 |
| 2012 | Ducati Team           | Ducati Desmosedici GP12 | 69  | Nicky Hayden      | QAT 6   | ESP 8   | POR 11  | FRA 6   | CAT 9   | GBR 7   | NED 6   | GER 10  | ITA 7   | USA 6   | IND DNS | CZE     | RSM 7   | ARA Ret | JPN 8   | MAL 4   | AUS 8   | VAL Ret |         |         |     |     | 9.º  | 122     | 4.º  | 285 |
| 2013 | Ducati Team           | Ducati Desmosedici GP13 | 04  | Andrea Dovizioso  | QAT 7   | AME 7   | SPA 8   | FRA 4   | ITA 5   | CAT 7   | NED 10  | GER 7   | USA 9   | IND 10  | CZE 7   | GBR Ret | RSM 8   | ARA 8   | MAL 8   | AUS 9   | JPN 10  | VAL 9   |         |         |     |     | 8.º  | 140     | 4.º  | 266 |
| 2013 | Ducati Team           | Ducati Desmosedici GP13 | 69  | Nicky Hayden      | QAT 8   | AME 9   | ESP 7   | FRA 5   | ITA 6   | CAT Ret | NED 11  | ALE 9   | USA 8   | IND 9   | CZE 8   | GBR 8   | RSM 9   | ARA 9   | MAL Ret | AUS 7   | JAP 9   | VAL 8   |         |         |     |     | 9.º  | 126     | 4.º  | 266 |
| 2013 | Ducati Test Team      | Ducati Desmosedici GP13 | 51  | Michele Pirro     | QAT     | AME     | SPA 11  | FRA     | ITA 7   | CAT     | NED     | GER     | USA     | IND     | CZE     | GBR     | RSM     | ARA     | MAL     | AUS     | JPN     | VAL 10  |         |         |     |     | 13.º | 56      | 4.º  | 266 |
| 2014 | Ducati Team           | Ducati Desmosedici GP14 | 04  | Andrea Dovizioso  | QAT 5   | AME 3   | ARG 9   | SPA 5   | FRA 8   | ITA 6   | CAT 8   | NED 2   | GER 8   | IND 7   | CZE 6   | GBR 5   | RSM 4   | ARA Ret | JPN 5   | AUS 4   | MAL 8   | VAL 4   |         |         |     |     | 5.º  | 187     | 3.º  | 261 |
| 2014 | Ducati Team           | Ducati Desmosedici GP14 | 35  | Cal Crutchlow     | QAT 6   | AME Ret | ARG     | SPA Ret | FRA 11  | ITA Ret | CAT Ret | NED 9   | GER 10  | IND 8   | CZE Ret | GBR 12  | RSM 9   | ARA 3   | JPN Ret | AUS Ret | MAL Ret | VAL 5   |         |         |     |     | 13.º | 74      | 3.º  | 261 |
| 2014 | Ducati Team           | Ducati Desmosedici GP14 | 51  | Michele Pirro     | QAT     | AME     | ARG 17  |         |         |         |         |         |         |         |         |         |         |         |         |         |         |         |         |         |     |     | 19.º | 18      | 3.º  | 261 |
| 2014 | Ducati Test Team      | Ducati Desmosedici GP14 | 51  | Michele Pirro     |         |         |         | SPA Ret | FRA     | ITA 11  | CAT 14  | NED     | GER     | IND     | CZE 12  | GBR     | RSM     | ARA     | JPN     | AUS     | MAL     | VAL 9   |         |         |     |     | 19.º | 18      | 3.º  | 261 |
| 2015 | Ducati Team           | Ducati Desmosedici GP15 | 04  | Andrea Dovizioso  | QAT 2   | AME 2   | ARG 2   | SPA 9   | FRA 3   | ITA Ret | CAT Ret | NED 12  | GER Ret | IND 9   | CZE 6   | GBR 3   | RSM 8   | ARA 5   | JPN 5   | AUS 13  | MAL Ret | VAL 7   |         |         |     |     | 7.º  | 162     | 3.º  | 350 |
| 2015 | Ducati Team           | Ducati Desmosedici GP15 | 29  | Andrea Iannone    | QAT 3   | AME 5   | ARG 4   | SPA 6   | FRA 5   | ITA 2   | CAT 4   | NED 4   | GER 5   | IND 5   | CZE 4   | GBR 8   | RSM 7   | ARA 4   | JPN Ret | AUS 3   | MAL Ret | VAL Ret |         |         |     |     | 5.º  | 188     | 3.º  | 350 |
| 2015 | Ducati Team           | Ducati Desmosedici GP15 | 51  | Michele Pirro     | QAT     | AME     | ARG     | SPA     | FRA     | ITA 8   | CAT     | NED     | GER     | IND     | CZE     | GBR     | RSM Ret | ARA     | JPN     | AUS     | MAL     | VAL 12  |         |         |     |     | 21.º | 12      | 3.º  | 350 |
| 2016 | Ducati Team           | Ducati Desmosedici GP16 |     |                   |         |         |         |         |         |         |         |         |         |         |         |         |         |         |         |         |         |         |         |         |     |     |      |         |      |     |
| 2016 | Ducati Team           | Ducati Desmosedici GP16 | 04  | Andrea Dovizioso  | QAT 2   | ARG 13  | AME Ret | SPA Ret | FRA Ret | ITA 5   | CAT 7   | NED Ret | GER 3   | AUT 2   | CZE Ret | GBR 6   | RSM 6   | ARA 11  | JPN 2   | AUS 4   | MAL 1   | VAL 7   |         |         |     |     | 5.º  | 171     | 3.º  | 296 |
| 2016 | Ducati Team           | Ducati Desmosedici GP16 | 8   | Héctor Barberá    | QAT     | ARG     | AME     | SPA     | FRA     | ITA     | CAT     | NED     | GER     | AUT     | CZE     | GBR     | RSM     | ARA     | JPN 17  | AUS Ret | MAL     | VAL     |         |         |     |     | 10.º | 0 (102) | 3.º  | 296 |
| 2016 | Ducati Team           | Ducati Desmosedici GP16 | 29  | Andrea Iannone    | QAT Ret | ARG Ret | AME 3   | SPA 7   | FRA Ret | ITA 3   | CAT Ret | NED 5   | GER 5   | AUT 1   | CZE 8   | GBR Ret | RSM DNS | ARA DNS | JPN     | AUS     | MAL Ret | VAL 3   |         |         |     |     | 9.º  | 112     | 3.º  | 296 |
| 2016 | Ducati Team           | Ducati Desmosedici GP16 | 51  | Michele Pirro     | QAT     | ARG     | AME     | SPA     | FRA     | ITA 10  | CAT     | NED     | GER     | AUT 12  | CZE     | GBR     | RSM 7   | ARA     | JPN     | AUS     | MAL     | VAL     |         |         |     |     | 19.º | 19 (36) | 3.º  | 296 |
| 2017 | Ducati Team           | Ducati Desmosedici GP17 | 04  | Andrea Dovizioso  | QAT 2   | ARG Ret | AME 6   | SPA 5   | FRA 4   | ITA 1   | CAT 1   | NED 5   | GER 8   | CZE 6   | AUT 1   | GBR 1   | RSM 3   | ARA 7   | JPN 1   | AUS 13  | MAL 1   | VAL Ret |         |         |     |     | 2.º  | 261     | 3.º  | 398 |
| 2017 | Ducati Team           | Ducati Desmosedici GP17 | 51  | Michele Pirro     | QAT     | ARG     | AME     | SPA     | FRA     | ITA 9   | CAT     | NED     | GER     | CZE     | AUT     | GBR     | RSM 5   | ARA     | JPN     | AUS     | MAL     | VAL 9   |         |         |     |     | 23.º | 25      | 3.º  | 398 |
| 2017 | Ducati Team           | Ducati Desmosedici GP17 | 99  | Jorge Lorenzo     | QAT 11  | ARG Ret | AME 9   | SPA 3   | FRA 6   | ITA 8   | CAT 4   | NED 15  | GER 11  | CZE 15  | AUT 4   | GBR 5   | RSM Ret | ARA 3   | JPN 6   | AUS 15  | MAL 2   | VAL Ret |         |         |     |     | 7.º  | 137     | 3.º  | 398 |
| 2018 | Ducati Team           | Ducati Desmosedici GP18 | 04  | Andrea Dovizioso  | QAT 1   | ARG 6   | AME 5   | SPA Ret | FRA Ret | ITA 2   | CAT Ret | NED 4   | GER 7   | CZE 1   | AUT 3   | GBR C   | RSM 1   | ARA 2   | THA 2   | JPN 18  | AUS 3   | MAL 6   | VAL 1   |         |     |     | 2.º  | 245     | 2.º  | 392 |
| 2018 | Ducati Team           | Ducati Desmosedici GP18 | 19  | Álvaro Bautista   | QAT     | ARG     | AME     | SPA     | FRA     | ITA     | CAT     | NED     | GER     | CZE     | AUT     | GBR     | RSM     | ARA     | THA     | JPN     | AUS 4   | MAL     | VAL     |         |     |     | 12.º | 105     | 2.º  | 392 |
| 2018 | Ducati Team           | Ducati Desmosedici GP18 | 51  | Michele Pirro     | QAT     | ARG     | AME     | SPA     | FRA     | ITA DNS | CAT     | NED     | GER     | CZE     | AUT     | GBR     | RSM 15  | ARA     | THA     | JPN     | AUS     | MAL Ret | VAL 4   |         |     |     | 22.º | 14      | 2.º  | 392 |
| 2018 | Ducati Team           | Ducati Desmosedici GP18 | 99  | Jorge Lorenzo     | QAT Ret | ARG 15  | AME 11  | SPA Ret | FRA 6   | ITA 1   | CAT 1   | NED 7   | GER 6   | CZE 2   | AUT 1   | GBR C   | RSM 17  | ARA Ret | THA DNS | JPN DNS | AUS     | MAL WD  | VAL 12  |         |     |     | 9.º  | 134     | 2.º  | 392 |
| 2019 | Mission Winnow Ducati | Ducati Desmosedici GP19 | 04  | Andrea Dovizioso  | QAT 1   | ARG 3   | AME 4   | SPA 4   | FRA 2   | ITA 3   | CAT Ret | NED 4   | GER 5   | CZE 2   | AUT 1   | GBR Ret | RSM 6   | ARA 2   | THA 4   | JPN 3   | AUS 7   | MAL 3   | VAL 4   |         |     |     | 2.º  | 269     | 2.º  | 445 |
| 2019 | Mission Winnow Ducati | Ducati Desmosedici GP19 | 9   | Danilo Petrucci   | QAT 6   | ARG 6   | AME 6   | SPA 5   | FRA 3   | ITA 1   | CAT 3   | NED 6   | GER 4   | CZE 8   | AUT 9   | GBR 7   | RSM 10  | ARA 12  | THA 9   | JPN 9   | AUS Ret | MAL 9   | VAL Ret |         |     |     | 6.º  | 176     | 2.º  | 445 |
| 2019 | Mission Winnow Ducati | Ducati Desmosedici GP19 | 51  | Michele Pirro     | QAT     | ARG     | AME     | SPA     | FRA     | ITA 7   | CAT     | NED     | GER     | CZE     | AUT     | GBR     | RSM Ret | ARA     | THA     | JPN     | AUS     | MAL     | VAL Ret |         |     |     | 22.º | 9       | 2.º  | 445 |
| 2020 | Ducati Team           | Ducati Desmosedici GP20 | 04  | Andrea Dovizioso  | QAT C   | SPA 3   | AND 6   | CZE 11  | AUT 1   | EST 5   | RSM 7   | ERM 8   | CAT Ret | FRA 4   | ARA 7   | TER 13  | EUR 8   | VAL 8   | POR 6   |         |         |         |         |         |     |     | 4.º  | 135     | 4.º  | 213 |
| 2020 | Ducati Team           | Ducati Desmosedici GP20 | 9   | Danilo Petrucci   | QAT C   | SPA 9   | AND Ret | CZE 12  | AUT 7   | EST 11  | RSM 16  | ERM 10  | CAT 8   | FRA 1   | ARA 15  | TER 10  | EUR 10  | VAL 15  | POR 16  |         |         |         |         |         |     |     | 12.º | 78      | 4.º  | 213 |
| 2021 | Ducati Lenovo Team    | Ducati Desmosedici GP21 | 43  | Jack Miller       | QAT 9   | DOH 9   | POR Ret | SPA 1   | FRA 1   | ITA 6   | CAT 3   | GER 6   | NED Ret | EST Ret | AUT 11  | GBR 4   | ARA 5   | RSM 5   | AME 7   | ERM Ret | ALG 3   | VAL 3   |         |         |     |     | 4.º  | 181     | 1.º  | 433 |
| 2021 | Ducati Lenovo Team    | Ducati Desmosedici GP21 | 51  | Michele Pirro     | QAT     | DOH     | POR     | SPA     | FRA     | ITA     | CAT     | GER     | NED     | EST     | AUT     | GBR     | ARA     | RSM 11  | AME     | ERM 12  | ALG     | VAL     |         |         |     |     | 23.º | 9 (12)  | 1.º  | 433 |
| 2021 | Ducati Lenovo Team    | Ducati Desmosedici GP21 | 63  | Francesco Bagnaia | QAT 3   | DOH 6   | POR 2   | SPA 2   | FRA 4   | ITA Ret | CAT 7   | GER 5   | NED 6   | EST 11  | AUT 2   | GBR 14  | ARA 1   | RSM 1   | AME 3   | ERM Ret | ALG 1   | VAL 1   |         |         |     |     | 2.º  | 252     | 1.º  | 433 |
| 2022 | Ducati Lenovo Team    | Ducati Desmosedici GP22 | 43  | Jack Miller       | QAT Ret | INA 4   | ARG 14  | AME 3   | POR Ret | SPA 5   | FRA 2   | ITA 15  | CAT 14  | GER 3   | NED 6   | GBR 3   | AUT 3   | RSM 18  | ARA 5   | JPN 1   | THA 2   | AUS Ret | MAL 6   | VAL Ret |     |     | 5.º  | 189     | 1.º  | 454 |
| 2022 | Ducati Lenovo Team    | Ducati Desmosedici GP22 | 63  | Francesco Bagnaia | QAT Ret | INA 15  | ARG 5   | AME 5   | POR 8   | SPA 1   | FRA Ret | ITA 1   | CAT Ret | GER Ret | NED 1   | GBR 1   | AUT 1   | RSM 1   | ARA 2   | JPN Ret | THA 3   | AUS 3   | MAL 1   | VAL 9   |     |     | 1.º  | 265     | 1.º  | 454 |
| 2023 | Ducati Lenovo Team    | Ducati Desmosedici GP23 | 1   | Francesco Bagnaia | POR 1   | ARG 16  | AME Ret | SPA 1   | FRA Ret | ITA 1   | GER 2   | NED 1   | GBR 2   | AUT 1   | CAT DNS | RSM 3   | IND Ret | JPN 2   | INA 1   | AUS 2   | THA 2   | MAL 3   | QAT 2   | VAL 1   |     |     | 1.º  | 467     | 2.º  | 561 |
| 2023 | Ducati Lenovo Team    | Ducati Desmosedici GP23 | 9   | Danilo Petrucci   | POR     | ARG     | AME     | SPA     | FRA 11  | ITA     | GER     | NED     | GBR     | AUT     | CAT     | RSM     | IND     | JPN     | INA     | AUS     | THA     | MAL     | QAT     | VAL     |     |     | 28.º | 5       | 2.º  | 561 |
| 2023 | Ducati Lenovo Team    | Ducati Desmosedici GP23 | 23  | Enea Bastianini   | POR DNS | ARG     | AME     | SPA DNS | FRA     | ITA 9   | GER 8   | NED Ret | GBR Ret | AUT 10  | CAT DNS | RSM     | IND     | JPN     | INA 8   | AUS 10  | THA 13  | MAL 1   | QAT 8   | VAL Ret |     |     | 15.º | 84      | 2.º  | 561 |
| 2023 | Ducati Lenovo Team    | Ducati Desmosedici GP23 | 51  | Michele Pirro     | POR     | ARG     | AME 11  | SPA     | FRA     | ITA     | GER     | NED     | GBR     | AUT     | CAT     | RSM     | IND 16  | JPN 16  | INA     | AUS     | THA     | MAL     | QAT     | VAL     |     |     | 27.º | 5       | 2.º  | 561 |
| 2024 | Ducati Lenovo Team    | Ducati Desmosedici GP24 | 1   | Francesco Bagnaia | QAT 1   | POR Ret | AME 5   | SPA 1   | FRA 3   | CAT 1   | ITA 1   | NED 1   | GER 1   | GBR 3   | AUT 1   | ARA Ret | RSM 2   | ERM Ret | INA 3   | JPN 1   | AUS 3   | THA 1   | MAL 1   | SLD 1   |     |     | 2.º  | 498     | 1.º  | 884 |
| 2024 | Ducati Lenovo Team    | Ducati Desmosedici GP24 | 23  | Enea Bastianini   | QAT 5   | POR 2   | AME 3   | SPA 5   | FRA 4   | CAT 18  | ITA 2   | NED 3   | GER 4   | GBR 1   | AUT 3   | ARA 5   | RSM 3   | ERM 1   | INA Ret | JPN 4   | AUS 5   | THA 14  | MAL 3   | SLD 7   |     |     | 4.º  | 386     | 1.º  | 884 |
| 2025 | Ducati Lenovo Team    | Ducati Desmosedici GP25 | 63  | Francesco Bagnaia | THA 3   | ARG 4   | AME 1   | QAT 2   | SPA 3   | FRA 16  | GBR Ret | ARA 3   | ITA 4   | NED 3   | GER     | CZE     | AUT     | HUN     | CAT     | RSM     | JPN     | INA     | AUS     | MAL     | POR | VAL | 3.º  | 181     | 1.º  | 488 |
| 2025 | Ducati Lenovo Team    | Ducati Desmosedici GP25 | 93  | Marc Márquez      | THA 1   | ARG 1   | AME Ret | QAT 1   | SPA 12  | FRA 2   | GRB 3   | ARA 1   | ITA 1   | NED 1   | GER     | CZE     | AUT     | HUN     | CAT     | RSM     | JPN     | INA     | AUS     | MAL     | POR | VAL | 1.º  | 319     | 1.º  | 488 |

## Estadísticas de pilotos
Datos actualizados hasta el Gran Premio de España de Motociclismo de 2025
| Núm. | Piloto            | Grandes Premios |
| ---- | ----------------- | --------------- |
| 1    | Andrea Dovizioso  | 142             |
| 2    | Nicky Hayden      | 86              |
| 3    | Loris Capirossi   | 82              |
| 4    | Francesco Bagnaia | 82              |
| 5    | Casey Stoner      | 67              |
| 6    | Jack Miller       | 38              |
| 7    | Valentino Rossi   | 36              |
| 8    | Troy Bayliss      | 33              |
| 8    | Danilo Petrucci   | 33              |
| 9    | Andrea Iannone    | 32              |
| 9    | Jorge Lorenzo     | 32              |
| 10   | Enea Bastianini   | 31              |

| Núm. | Piloto            | Victorias |
| ---- | ----------------- | --------- |
| 1    | Francesco Bagnaia | 30        |
| 2    | Casey Stoner      | 23        |
| 3    | Andrea Dovizioso  | 14        |
| 4    | Marc Márquez      | 8         |
| 5    | Loris Capirossi   | 7         |
| 6    | Jorge Lorenzo     | 3         |
| 6    | Jack Miller       | 3         |
| 6    | Enea Bastianini   | 3         |
| 7    | Danilo Petrucci   | 2         |
| 8    | Troy Bayliss      | 1         |
| 8    | Andrea Iannone    | 1         |

| Núm. | Piloto            | Podios |
| ---- | ----------------- | ------ |
| 1    | Francesco Bagnaia | 54     |
| 2    | Casey Stoner      | 42     |
| 3    | Andrea Dovizioso  | 40     |
| 4    | Loris Capirossi   | 23     |
| 5    | Jack Miller       | 12     |
| 6    | Enea Bastianini   | 10     |
| 6    | Marc Márquez      | 10     |
| 7    | Andrea Iannone    | 7      |
| 7    | Jorge Lorenzo     | 7      |
| 8    | Troy Bayliss      | 5      |
| 9    | Danilo Petrucci   | 4      |
| 10   | Valentino Rossi   | 3      |
| 10   | Nicky Hayden      | 3      |

- Negrita: Piloto en activo, compitiendo actualmente para Ducati.

## Campeonato Mundial de Superbikes (SBK)
Ducati ha estado participando en el Campeonato Mundial de Superbikes desde que comenzó en 1988 hasta 2010 y volvió en 2014. Usando motores V2 Ducati fue capaz de dominar el campeonato durante muchos años. Ducati ganó el campeonato de pilotos en 1990 con Raymond Roche. El título de 1991 fue ganado por Doug Polen montando para el equipo cliente manejado por Eraldo Ferracci. A partir de 1994 hasta 1999 Carl Fogarty ganó el título 4 veces en Ducatis. El australiano Troy Corser ganó el título de 1996 con una Ducati del equipo privado Promotor Racing. En 2001 Troy Bayliss ganó el primero de sus tres títulos.
En 2003, los cambios de reglas en MotoGP que permite motores de 4 tiempos significaron que los fabricantes japoneses habían enfocado sus recursos allí, dejando el Campeonato Mundial de Superbikes con la participación de las fábricas limitada. Ducati Corse entró con solo 2 Ducati 999s en el campeonato, cansiguiendo 20 triunfos en 24 carreras en una temporada donde todas las carreras fueron ganadas por Ducati. Neil Hodgson ganó el título en una Ducati de fábrica, mientras el equipo terminó la temporada con 600 puntos, todo un récord para un constructor en una temporada. 2004 fue una historia similar, James Toseland ganó el título aunque Chris Vermeulen de Ten Kate Honda evitó otra victoria absoluta de Ducati.
2006 vio la vuelta de Bayliss al Campeonato Mundial de Superbikes después de 3 años en MotoGP. La combinación de Bayliss y Ducati resultó imparable y dominaron la temporada ganando 12 carreras.
En 2007, Troy Bayliss terminó cuarto montando otra vez la Ducati 999. Aunque la producción de los 999 terminó en 2006 y la moto fue sustituida por la Ducati 1098, Ducati produjo 150 ediciones limitadas de la 999s para satisfacer los requisitos de la homologación.
Para 2008, Ducati corrió una versión homologada de la 1098R. La FIM, el cuerpo de aprobación para el Campeonato Mundial de Superbikes, levantó el límite del desplazamiento para motores de 2 cilindros a 1,200cc Bayliss ganó su tercer campeonato del mundo y se retiró al final de temporada de 2008.
En 2009 Noriyuki Haga, sustituyó a Bayliss, acompañado por Michel Fabrizio. Haga tuvo una temporada fantástica en Ducati, pero perdió el campeonato por 6 puntos; Haga terminó la temporada segundo mientras Fabrizio terminó tercero en el campeonato.
Otra vez, 2010 comenzó con Noriyuki Haga acompañado por Michel Fabrizio para Ducati en SBK.
El 27 de agosto de 2010, se anunció que Ducati SBK ya no competiría con un equipo de fábrica en 2011, después de 23 temporadas en las que habían conseguido un total de 29 títulos entre pilotos y fabricantes, en cambio limito su participación a solo apoyar a equipos privados.
Durante 2011-12 Ducati apoyó al equipo privado Althea Racing, ganando el título de 2011 con Carlos Checa. Habiéndose separado de Althea al final de 2012, para 2013 Ducati apoyó el equipo Alstare Racing de Francis Batta con la nueva 1199 Panigale R en el campeonato del mundo.
El 15 de noviembre de 2013, se anunció que Ducati volvería al SBK como el Ducati Superbike Team.
En 2014, Ducati regresó al campeonato con su propio equipo oficial y contrato para su vuelta a Davide Giugliano y Chaz Davies como pilotos. En la temporada, los dos pilotos lograrón obtener algunos podios, sin ser capaces de llevar a Ducati 1199 Panigale R a la primera victoria en el Campeonato Mundial de Superbikes. Chaz Davies terminó el campeonato en sexta posición consiguiendo cuatro podios, mientras que Davide Giugliano terminó en octava posición con dos podios. También en 2014, el piloto argentino Leandro Mercado del equipo Barni Racing consiguió las primeras victorias en un campeonato mundial para la Ducati 1199 Panigale R en la Copa FIM de Superstock 1000 y también el título de la categoría.
En 2015, el equipo oficial Ducati cambió su nombre al de Aruba.it Racing-Ducati SBK con Davide Giugliano y Chaz Davies confirmados nuevamente como pilotos del equipo.
En 2016, el binomio de pilotos conformado por Davide Giugliano y Chaz Davies se repitió por tercera temporada consecutiva en el Campeonato Mundial de Superbikes. El mejor piloto Ducati fue Davies, quien consiguió diecisiete podios entre los cuales se incluyen once victorias, siendo el piloto que más ganó en la temporada pero sin poder hacer nada contra la regularidad de los dos pilotos que terminaron delante de él, Jonathan Rea y Tom Sykes. Su compañero de equipo, Davide Giugliano apenas consiguió cinco podios que sumadas a las tres carreras en las que no corrió lo hicieron terminar el campeonato en la séptima posición. Ducati terminó la temporada en segunda posición detrás de Kawasaki y en el campeonato de equipos el Aruba.it Racing – Ducati terminó subcampeón detrás del Kawasaki Racing Team. 2016 fue también el año del regreso de Ducati a la Campeonato de Europa de Superstock 1000 con su propio equipo oficial. Los pilotos fueron el italiano Michael Ruben Rinaldi y el argentino Leandro Mercado. Y precisamente fue Mercado quien peleó por el título, terminando a solo cuatro puntos del campeón, Raffaele De Rosa, y con tres victorias sobre ocho rondas. En este contexto, Ducati se las arregló para hacerse con el título de constuctores de la categoría.
En 2017, Davies fue acompañado en el equipo por el experimentado italiano Marco Melandri. Davies volvió a ser otra vez el mejor piloto Ducati, fue subcampeón nuevamente detrás de Jonathan Rea, en la temporada consiguió dieciocho podios, igulando la cantidad de podios conseguida en 2015 de los cuales siete fueron victorias con dos dobletes en Imola y Alemania. Melandri en su primera temporada en el equipo consiguió una victoria en la carrera dos de Misano, además consiguió doce podios que le permitieron terminar el campeoato en la cuarta posición. Ducati por tercera temporada consecutiva no pudo batir a Kawasaki en los campeonato de equipos y constructores. En la Campeonato de Europa de Superstock 1000, Michael Ruben Rinaldi, fue acompañado en el equipo por el australiano Mike Jones. Rinaldi, en un final de temporada muy reñido, se consagró campeón de la categoría con ocho puntos de dierencia con respecto a su rival, el turco Toprak Razgatlıoğlu de Kawasaki, ambos ganaron tres carreras en la temporada.
En 2018, el Aruba.it Racing – Ducati volvió a alinear a la dupla Davies-Melandri. Nuevamente el mejor piloto de la marca fue Chaz Davies quien terminó por segunda vez consecutiva y tercera en total como subcampeón del mundo detrás de Jonathan Rea, esta fue una de las temporada más magras en cuanto a resultados para el Galés, consiguió doce podios de los cualés dos fueron victorias, ganó la carrera dos de Tailandia y la carrera dos de Aragón. Melandri en su segunda temporada en el equipo tuvo un gran comienzo de temporada, ganó las dos carreras celebradas en Australia pero no pudo mantener esse impulso inicial, en el resto de la temporada solo consiguió ocho podios en veintitrés carreras. Ducati no pudo batir a Kawasaki quien se fue otra vez más victoriosa, pero a pesar de eso, Ducati logró ganar la primera edición del Trofeo al Mejor Piloto Independiente, con el piloto español Javier Forés del Barni Racing Team. La temporada 2018 fue la última de la Campeonato de Europa de Superstock 1000, Ducati no presentó un equipo oficial por esa razón la marca fue defendida solo por equipos privados. El mejor piloto Ducati fue el italiano Federico Sandi quien terminó en la cuarta posición con una victoria en la última fecha del campeonato en Magny-Cours, gracias a la victoria de Sandi en Francia, Ducati terminó la última temporada del campeonato en la segunda posición entre los constructores.
En 2019, Ducati desplegó por primera vez una motocicleta de cuatro cilindros en el Campeonato Mundial de Superbikes: la Ducati Panigale V4 R. Las dos motocicletas del equipo oficial se las repartieron a Chaz Davies y al nuevo piloto del equipo Álvaro Bautista. El mejor piloto de la marca fue el debutante Bautista, que en su primera temporada en la categoría ganó las primeras once carreras de la temporada logrando el mejor inició de un piloto novato en la historia del campeonato, a pesar de este gran inició, sus resultados desde la mitad hasta el final del campeonato y la regularidad de Jonathan Rea le impidieron hacerse con el campeonato, terminó su primera temporada en la categoría con veinticuatro podios de los cuales dieciséis fueron victorias, lograndro tripletes en Australia, Tailandia, Aragón y ganando las dos carreras que se celebraron en Assen.
 Davies por su parte tuvo una de sus peores temporadas desde que llegó a Ducati, consiguió solo una victoria en la carrera dos de los Estados Unidos, además consiguió nueve podios, terminó la temporada en la sexta posición igualando la sexta posición lograda en su primera temporada en el equipo en 2014. Ducati terminó su primera temporada con una motocicleta con un motor de cuatro cilindros, en el segundo lugar entre los constructores con diecisiete victorias sobre treinta y siete posibles.

## Resultados en el Campeonato Mundial de Superbikes
(Carreras en Negro indican pole position, Carreras en italics indican vuelta rápida)
| Año  | Equipo                          | Moto                   | No  | Piloto              | 1       | 1       | 2       | 2       | 3       | 3       | 4       | 4       | 5       | 5       | 6       | 6       | 7       | 7       | 8       | 8       | 9       | 9       | 10      | 10      | 11      | 11      | 12      | 12      | 13      | 13      | 14      | 14    | C.P. | Pts       | C.C. | Pts |
| Año  | Equipo                          | Moto                   | No  | Piloto              | R1      | R2      | R1      | R2      | R1      | R2      | R1      | R2      | R1      | R2      | R1      | R2      | R1      | R2      | R1      | R2      | R1      | R2      | R1      | R2      | R1      | R2      | R1      | R2      | R1      | R2      | R1      | R2    | C.P. | Pts       | C.C. | Pts |
| ---- | ------------------------------- | ---------------------- | --- | ------------------- | ------- | ------- | ------- | ------- | ------- | ------- | ------- | ------- | ------- | ------- | ------- | ------- | ------- | ------- | ------- | ------- | ------- | ------- | ------- | ------- | ------- | ------- | ------- | ------- | ------- | ------- | ------- | ----- | ---- | --------- | ---- | --- |
| 2000 | Ducati Infostrada               | Ducati 996             | 1   | Carl Fogarty        | RSA 3   | RSA Ret | AUS 2   | AUS Ret | JPN     | JPN     | GBR     | GBR     | ITA     | ITA     | GER     | GER     | SMR     | SMR     | ESP     | ESP     | USA     | USA     | EUR     | EUR     | NED     | NED     | GER     | GER     | GBR     | GBR     |         |       | 26.º | 36        | 1.º  | 439 |
| 2000 | Ducati Infostrada               | Ducati 996             | 19  | Juan Bautista Borja | RSA     | RSA     | AUS     | AUS     | JPN     | JPN     | GBR     | GBR     | ITA     | ITA     | GER 13  | GER 12  | SMR 4   | SMR 5   | ESP Ret | ESP 8   | USA 9   | USA Ret | EUR 11  | EUR Ret | NED 2   | NED 3   | GER Ret | GER DNS | GBR 5   | GBR 14  |         |       | 11.º | 100 (123) | 1.º  | 439 |
| 2000 | Ducati Infostrada               | Ducati 996             | 21  | Troy Bayliss        | RSA     | RSA     | AUS     | AUS     | JPN Ret | JPN Ret | GBR     | GBR     | ITA 4   | ITA 4   | GER 1   | GER 4   | SMR 2   | SMR 2   | ESP 4   | ESP 3   | USA Ret | USA 7   | EUR 1   | EUR 2   | NED Ret | NED Ret | GER 3   | GER 2   | GBR 2   | GBR Ret |         |       | 6.º  | 243       | 1.º  | 439 |
| 2000 | Ducati Infostrada               | Ducati 996             | 22  | Luca Cadalora       | RSA     | RSA     | AUS     | AUS     | JPN     | JPN     | GBR Ret | GBR 17  | ITA     | ITA     | GER     | GER     | SMR     | SMR     | ESP     | ESP     | USA     | USA     | EUR     | EUR     | NED     | NED     | GER     | GER     | GBR     | GBR     |         |       | NC   | 0         | 1.º  | 439 |
| 2000 | Ducati Infostrada               | Ducati 996             | 155 | Ben Bostrom         | RSA 9   | RSA 7   | AUS 15  | AUS 14  | JPN Ret | JPN 13  | GBR 15  | GBR 8   | ITA 7   | ITA 10  | GER     | GER     | SMR     | SMR     | ESP     | ESP     | USA     | USA     | EUR     | EUR     | NED     | NED     | GER     | GER     | GBR     | GBR     |         |       | 7.º  | 46 (174)  | 1.º  | 439 |
| 2001 | Ducati Infostrada               | Ducati 996 R           | 11  | Rubén Xaus          | ESP Ret | ESP 8   | RSA 9   | RSA 5   | AUS Ret | AUS C   | JPN 18  | JPN 22  | ITA Ret | ITA 6   | GBR 7   | GBR 10  | GER 19  | GER 6   | SMR 10  | SMR 6   | USA 7   | USA 10  | EUR 6   | EUR 12  | GER 2   | GER 1   | NED 2   | NED 2   | ITA 1   | ITA 2   |         |       | 6.º  | 236       | 1.º  | 553 |
| 2001 | Ducati Infostrada               | Ducati 996 R           | 21  | Troy Bayliss        | ESP 2   | ESP 2   | RSA 2   | RSA 2   | AUS 3   | AUS C   | JPN 13  | JPN 15  | ITA 1   | ITA 1   | GBR 13  | GBR 9   | GER 2   | GER 1   | SMR 1   | SMR 2   | USA 4   | USA 4   | EUR 5   | EUR 3   | GER Ret | GER 3   | NED 1   | NED 1   | ITA Ret | ITA DNS |         |       | 1.º  | 369       | 1.º  | 553 |
| 2002 | Ducati Infostrada               | Ducati 998 F02         | 1   | Troy Bayliss        | ESP 1   | ESP 1   | AUS 1   | AUS 1   | RSA 1   | RSA 1   | JPN 5   | JPN 4   | ITA 1   | ITA 1   | GBR 5   | GBR 1   | GER 1   | GER 1   | SMR 1   | SMR 1   | USA 1   | USA 2   | GBR 3   | GBR 2   | GER 2   | GER 2   | NED 2   | NED Ret | ITA 2   | ITA 2   |         |       | 2.º  | 541       | 1.º  | 575 |
| 2002 | Ducati Infostrada               | Ducati 998 F02         | 11  | Rubén Xaus          | ESP 5   | ESP Ret | AUS 3   | AUS 3   | RSA 3   | RSA 2   | JPN Ret | JPN 9   | ITA 6   | ITA Ret | GBR 8   | GBR 3   | GER 3   | GER 3   | SMR Ret | SMR Ret | USA 2   | USA 19  | GBR 5   | GBR 6   | GER Ret | GER 5   | NED 4   | NED Ret | ITA 3   | ITA 3   |         |       | 6.º  | 249       | 1.º  | 575 |
| 2003 | Ducati Fila                     | Ducati 999 F03         | 11  | Rubén Xaus          | ESP 2   | ESP 2   | AUS 2   | AUS 2   | JPN 4   | JPN 4   | ITA 7   | ITA Ret | GER Ret | GER 5   | GBR 3   | GBR 3   | SMR 1   | SMR 1   | USA Ret | USA 1   | GBR Ret | GBR 4   | NED 1   | NED 2   | ITA 1   | ITA 1   | FRA 2   | FRA 1   |         |         |         |       | 2.º  | 386       | 1.º  | 600 |
| 2003 | Ducati Fila                     | Ducati 999 F03         | 100 | Neil Hodgson        | ESP 1   | ESP 1   | AUS 1   | AUS 1   | JPN 1   | JPN 1   | ITA 1   | ITA 1   | GER 1   | GER 2   | GBR 1   | GBR 1   | SMR Ret | SMR 2   | USA 2   | USA 2   | GBR 2   | GBR 5   | NED 2   | NED 1   | ITA 2   | ITA 4   | FRA 1   | FRA Ret |         |         |         |       | 1.º  | 489       | 1.º  | 600 |
| 2004 | Ducati Fila                     | Ducati 999 F04         | 52  | James Toseland      | ESP 1   | ESP 2   | AUS 3   | AUS Ret | SMR 10  | SMR 6   | ITA 2   | ITA 2   | GER 2   | GER 2   | GBR Ret | GBR 5   | USA 4   | USA 2   | EUR 7   | EUR Ret | NED 1   | NED 2   | ITA 3   | ITA 2   | FRA 1   | FRA 2   |         |         |         |         |         |       | 1.º  | 336       | 1.º  | 530 |
| 2004 | Ducati Fila                     | Ducati 999 F04         | 55  | Régis Laconi        | ESP Ret | ESP Ret | AUS 1   | AUS Ret | SMR 1   | SMR 2   | ITA 1   | ITA 1   | GER 6   | GER 1   | GBR Ret | GBR 3   | USA 5   | USA 3   | EUR 2   | EUR Ret | NED 3   | NED 5   | ITA 1   | ITA 1   | FRA 3   | FRA 3   |         |         |         |         |         |       | 2.º  | 327       | 1.º  | 530 |
| 2005 | Ducati Xerox                    | Ducati 999 F05         | 1   | James Toseland      | QAT 6   | QAT 6   | AUS 14  | AUS Ret | ESP 8   | ESP 19  | ITA 3   | ITA 5   | EUR 3   | EUR 1   | SMR 4   | SMR 4   | CZE 2   | CZE 8   | GBR Ret | GBR 7   | NED 2   | NED 3   | GER 4   | GER 11  | ITA 4   | ITA C   | FRA 3   | FRA 6   |         |         |         |       | 4.º  | 254       | 3.º  | 385 |
| 2005 | Ducati Xerox                    | Ducati 999 F05         | 55  | Régis Laconi        | QAT 3   | QAT 2   | AUS 7   | AUS 7   | ESP DNS | ESP DNS | ITA 4   | ITA 2   | EUR 1   | EUR Ret | SMR 1   | SMR 1   | CZE 3   | CZE 7   | GBR 3   | GBR 5   | NED DNS | NED DNS | GER     | GER     | ITA 9   | ITA C   | FRA DNS | FRA DNS |         |         |         |       | 6.º  | 221       | 3.º  | 385 |
| 2005 | Ducati Xerox                    | Ducati 999 F05         | 57  | Lorenzo Lanzi       | QAT     | QAT     | AUS     | AUS     | ESP     | ESP     | ITA     | ITA     | EUR     | EUR     | SMR     | SMR     | CZE     | CZE     | GBR     | GBR     | NED     | NED     | GER 8   | GER 1   | ITA     | ITA     | FRA     | FRA     |         |         |         |       | 9.º  | 33 (150)  | 3.º  | 385 |
| 2006 | Ducati Xerox                    | Ducati 999 F06         | 21  | Troy Bayliss        | QAT 2   | QAT 2   | AUS 6   | AUS 1   | ESP 1   | ESP 1   | ITA 1   | ITA 1   | EUR 1   | EUR 1   | SMR 1   | SMR 12  | CZE Ret | CZE 8   | GBR 1   | GBR 2   | NED Ret | NED 1   | GER 7   | GER 3   | ITA 5   | ITA 1   | FRA 4   | FRA 1   |         |         |         |       | 1.º  | 431       | 1.º  | 450 |
| 2006 | Ducati Xerox                    | Ducati 999 F06         | 57  | Lorenzo Lanzi       | QAT Ret | QAT 6   | AUS 11  | AUS Ret | ESP 3   | ESP 3   | ITA 9   | ITA 11  | EUR 13  | EUR 16  | SMR 7   | SMR 7   | CZE Ret | CZE 9   | GBR 12  | GBR 11  | NED 7   | NED 6   | GER 8   | GER 6   | ITA 6   | ITA 7   | FRA 8   | FRA 7   |         |         |         |       | 8.º  | 169       | 1.º  | 450 |
| 2007 | Ducati Xerox Team               | Ducati 999 F07         | 21  | Troy Bayliss        | QAT 5   | QAT 8   | AUS 1   | AUS 2   | EUR Ret | EUR DNS | ESP 3   | ESP 6   | NED 4   | NED 1   | ITA 2   | ITA 3   | GBR 1   | GBR C   | SMR 1   | SMR 1   | CZE Ret | CZE 6   | GBR Ret | GBR 7   | GER 4   | GER 1   | ITA 2   | ITA 1   | FRA 2   | FRA 5   |         |       | 4.º  | 372       | 3.º  | 439 |
| 2007 | Ducati Xerox Team               | Ducati 999 F07         | 57  | Lorenzo Lanzi       | QAT 3   | QAT 7   | AUS 6   | AUS 7   | EUR 5   | EUR 5   | ESP 6   | ESP 5   | NED 5   | NED Ret | ITA 7   | ITA Ret | GBR 7   | GBR C   | SMR 6   | SMR 9   | CZE 8   | CZE 7   | GBR 9   | GBR 12  | GER 8   | GER 12  | ITA 6   | ITA 7   | FRA Ret | FRA DNS |         |       | 7.º  | 192       | 3.º  | 439 |
| 2008 | Ducati Xerox Team               | Ducati 1098 F08        | 21  | Troy Bayliss        | QAT 1   | QAT 4   | AUS 1   | AUS 1   | ESP 2   | ESP 2   | NED 1   | NED 1   | ITA 3   | ITA Ret | USA Ret | USA 22  | GER 2   | GER 4   | SMR 3   | SMR 3   | CZE 1   | CZE 1   | GBR 2   | GBR 11  | EUR 1   | EUR Ret | ITA 6   | ITA 16  | FRA 3   | FRA 1   | POR 1   | POR 1 | 1.º  | 460       | 1.º  | 570 |
| 2008 | Ducati Xerox Team               | Ducati 1098 F08        | 59  | Niccolò Canepa      | QAT     | QAT     | AUS     | AUS     | ESP     | ESP     | NED     | NED     | ITA     | ITA     | USA     | USA     | GER     | GER     | SMR     | SMR     | CZE 13  | CZE Ret | GBR     | GBR     | EUR     | EUR     | ITA     | ITA     | FRA     | FRA     | POR     | POR   | 32.º | 3         | 1.º  | 570 |
| 2008 | Ducati Xerox Team               | Ducati 1098 F08        | 84  | Michel Fabrizio     | QAT 9   | QAT 5   | AUS 3   | AUS 19  | ESP Ret | ESP 13  | NED Ret | NED Ret | ITA 9   | ITA 5   | USA 3   | USA 3   | GER 7   | GER 6   | SMR Ret | SMR 11  | CZE 3   | CZE 2   | GBR 12  | GBR 6   | EUR Ret | EUR 5   | ITA 7   | ITA 2   | FRA Ret | FRA 14  | POR Ret | POR 2 | 8.º  | 223       | 1.º  | 570 |
| 2009 | Ducati Xerox Team               | Ducati 1098R           | 41  | Noriyuki Haga       | AUS 1   | AUS 2   | QAT 2   | QAT 2   | ESP 1   | ESP 1   | NED 2   | NED 1   | ITA 2   | ITA Ret | RSA 1   | RSA 1   | USA 9   | USA 8   | SMR 5   | SMR 3   | GBR 3   | GBR Ret | CZE 8   | CZE 6   | GER 2   | GER Ret | ITA 1   | ITA 2   | FRA 2   | FRA 1   | POR Ret | POR 2 | 2.º  | 456       | 1.º  | 572 |
| 2009 | Ducati Xerox Team               | Ducati 1098R           | 84  | Michel Fabrizio     | AUS 4   | AUS 5   | QAT Ret | QAT Ret | ESP 2   | ESP 3   | NED 9   | NED 4   | ITA 1   | ITA 2   | RSA 2   | RSA 2   | USA 3   | USA 2   | SMR 3   | SMR 2   | GBR 12  | GBR 3   | CZE Ret | CZE 3   | GER 7   | GER 9   | ITA 3   | ITA 1   | FRA 4   | FRA 13  | POR 5   | POR 1 | 3.º  | 382       | 1.º  | 572 |
| 2010 | Ducati Xerox Team               | Ducati 1098R           | 41  | Noriyuki Haga       | AUS 3   | AUS 5   | POR 8   | POR 8   | ESP 5   | ESP 1   | NED 10  | NED Ret | ITA 11  | ITA 6   | RSA 17  | RSA 10  | USA 3   | USA 4   | SMR 7   | SMR 9   | CZE 6   | CZE 5   | GBR 14  | GBR 13  | GER Ret | GER 1   | ITA 3   | ITA 2   | FRA 7   | FRA 5   |         |       | 6.º  | 258       | 2.º  | 424 |
| 2010 | Ducati Xerox Team               | Ducati 1098R           | 84  | Michel Fabrizio     | AUS 2   | AUS 3   | POR 11  | POR 11  | ESP Ret | ESP Ret | NED 13  | NED 12  | ITA 7   | ITA Ret | RSA 1   | RSA 8   | USA Ret | USA 9   | SMR 4   | SMR 3   | CZE Ret | CZE 3   | GBR 4   | GBR Ret | GER Ret | GER 19  | ITA 7   | ITA Ret | FRA 6   | FRA 3   |         |       | 8.º  | 195       | 2.º  | 424 |
| 2014 | Ducati Superbike Team           | Ducati 1199 Panigale R | 7   | Chaz Davies         | AUS 8   | AUS 7   | ESP 4   | ESP Ret | NED 7   | NED 8   | ITA 2   | ITA 2   | GBR 5   | GBR 5   | MAL 4   | MAL 8   | ITA 4   | ITA Ret | POR 18  | POR 3   | USA Ret | USA DNS | ESP 3   | ESP 4   | FRA Ret | FRA 9   | QAT 7   | QAT 5   |         |         |         |       | 6.º  | 215       | 4.º  | 291 |
| 2014 | Ducati Superbike Team           | Ducati 1199 Panigale R | 34  | Davide Giugliano    | AUS 4   | AUS 4   | ESP 8   | ESP 7   | NED Ret | NED 3   | ITA Ret | ITA 6   | GBR Ret | GBR 4   | MAL 8   | MAL 10  | ITA 8   | ITA 9   | POR 7   | POR 2   | USA 4   | USA Ret | ESP Ret | ESP Ret | FRA 7   | FRA Ret | QAT 5   | QAT 8   |         |         |         |       | 8.º  | 181       | 4.º  | 291 |
| 2015 | Aruba.it Racing–Ducati SBK Team | Ducati Panigale R      | 7   | Chaz Davies         | AUS 3   | AUS 3   | THA 11  | THA 15  | ESP 2   | ESP 1   | NED 2   | NED 2   | ITA Ret | ITA Ret | GBR 3   | GBR 3   | POR 3   | POR 4   | ITA 3   | ITA 4   | USA 1   | USA 1   | MAL 2   | MAL 1   | ESP 2   | ESP 1   | FRA 6   | FRA 2   | QAT 4   | QAT 2   |         |       | 2.º  | 416       | 2.º  | 471 |
| 2015 | Aruba.it Racing–Ducati SBK Team | Ducati Panigale R      | 21  | Troy Bayliss        | AUS 13  | AUS 16  | THA 9   | THA 11  | ESP     | ESP     | NED     | NED     | ITA     | ITA     | GBR     | GBR     | POR     | POR     | ITA     | ITA     | USA     | USA     | MAL     | MAL     | ESP     | ESP     | FRA     | FRA     | QAT     | QAT     |         |       | 24.º | 15        | 2.º  | 471 |
| 2015 | Aruba.it Racing–Ducati SBK Team | Ducati Panigale R      | 34  | Davide Giugliano    | AUS     | AUS     | THA     | THA     | ESP     | ESP     | NED     | NED     | ITA 3   | ITA 4   | GBR 17  | GBR 5   | POR 4   | POR 2   | ITA 4   | ITA 2   | USA 4   | USA Ret | MAL     | MAL     | ESP     | ESP     | FRA     | FRA     | QAT     | QAT     |         |       | 11.º | 119       | 2.º  | 471 |
| 2015 | Aruba.it Racing–Ducati SBK Team | Ducati Panigale R      | 55  | Michele Pirro       | AUS     | AUS     | THA     | THA     | ESP     | ESP     | NED     | NED     | ITA     | ITA     | GBR     | GBR     | POR     | POR     | ITA 8   | ITA 8   | USA     | USA     | MAL     | MAL     | ESP 6   | ESP 7   | FRA     | FRA     | QAT     | QAT     |         |       | 21.º | 35        | 2.º  | 471 |
| 2015 | Aruba.it Racing–Ducati SBK Team | Ducati Panigale R      | 99  | Luca Scassa         | AUS     | AUS     | THA     | THA     | ESP     | ESP     | NED     | NED     | ITA     | ITA     | GBR     | GBR     | POR     | POR     | ITA WD  | ITA WD  | USA     | USA     | MAL     | MAL     | ESP     | ESP     | FRA 13  | FRA 9   | QAT     | QAT     |         |       | 27.º | 10        | 2.º  | 471 |
| 2015 | Aruba.it Racing–Ducati SBK Team | Ducati Panigale R      | 112 | Javier Forés        | AUS     | AUS     | THA     | THA     | ESP 6   | ESP 5   | NED 7   | NED 8   | ITA     | ITA     | GBR     | GBR     | POR     | POR     | ITA     | ITA     | USA     | USA     | MAL     | MAL     | ESP     | ESP     | FRA     | FRA     | QAT 7   | QAT DNS |         |       | 19.º | 47        | 2.º  | 471 |
| 2016 | Aruba.it Racing – Ducati        | Ducati 1199 Panigale R | 7   | Chaz Davies         | AUS 2   | AUS 10  | THA 4   | THA 3   | ESP 1   | ESP 1   | NED 2   | NED 5   | ITA 1   | ITA 1   | MAL 3   | MAL 4   | GBR Ret | GBR 3   | ITA 4   | ITA Ret | USA Ret | USA 3   | GER 1   | GER 6   | FRA 1   | FRA 1   | ESP 1   | ESP 1   | QAT 1   | QAT 1   |         |       | 3.º  | 445       | 2.º  | 517 |
| 2016 | Aruba.it Racing – Ducati        | Ducati 1199 Panigale R | 34  | Davide Giugliano    | AUS 4   | AUS 3   | THA 18  | THA 10  | ESP 5   | ESP 6   | NED Ret | NED 8   | ITA 5   | ITA 4   | MAL 6   | MAL 2   | GBR 2   | GBR 7   | ITA 14  | ITA 3   | USA Ret | USA 2   | GER 7   | GER Ret | FRA DNS | FRA DNS | ESP Ret | ESP 13  | QAT Ret | QAT DNS |         |       | 7.º  | 197       | 2.º  | 517 |
| 2017 | Aruba.it Racing – Ducati        | Ducati Panigale R      | 7   | Chaz Davies         | AUS 2   | AUS 2   | THA 2   | THA 6   | ESP Ret | ESP 1   | NED Ret | NED 3   | ITA 1   | ITA 1   | GBR 8   | GBR 3   | ITA Ret | ITA DNS | USA 1   | USA 3   | GER 1   | GER 1   | POR 2   | POR Ret | FRA 10  | FRA 1   | ESP 2   | ESP 3   | QAT 2   | QAT 2   |         |       | 2.º  | 403       | 2.º  | 520 |
| 2017 | Aruba.it Racing – Ducati        | Ducati Panigale R      | 33  | Marco Melandri      | AUS Ret | AUS 3   | THA 4   | THA 3   | ESP 2   | ESP 3   | NED 3   | NED Ret | ITA 3   | ITA 5   | GBR 4   | GBR Ret | ITA 15  | ITA 1   | USA 4   | USA 4   | GER 4   | GER 3   | POR 3   | POR 3   | FRA 2   | FRA 5   | ESP Ret | ESP 2   | QAT 3   | QAT 6   |         |       | 4.º  | 327       | 2.º  | 520 |
| 2018 | Aruba.it Racing – Ducati        | Ducati Panigale R      | 7   | Chaz Davies         | AUS 3   | AUS Ret | THA 3   | THA 1   | SPA 2   | SPA 1   | NED 3   | NED 5   | ITA 4   | ITA 2   | GBR 8   | GBR 5   | CZE 8   | CZE 3   | USA 2   | USA 2   | ITA 2   | ITA 4   | POR 4   | POR 4   | FRA 5   | FRA 2   | ARG Ret | ARG 4   | QAT 8   | QAT C   |         |       | 2.º  | 356       | 2.º  | 459 |
| 2018 | Aruba.it Racing – Ducati        | Ducati Panigale R      | 33  | Marco Melandri      | AUS 1   | AUS 1   | THA 8   | THA 7   | SPA 4   | SPA 3   | NED 6   | NED 7   | ITA 3   | ITA Ret | GBR 22  | GBR 11  | CZE 2   | CZE 15  | USA 5   | USA Ret | ITA 7   | ITA 3   | POR 2   | POR 3   | FRA 6   | FRA 5   | ARG 2   | ARG 3   | QAT 5   | QAT C   |         |       | 5.º  | 297       | 2.º  | 459 |

| Año  | Equipo                   | Moto                 | No | Piloto                | 1      | 1      | 1      | 2       | 2     | 2       | 3      | 3       | 3     | 4       | 4      | 4     | 5       | 5     | 5       | 6     | 6      | 6       | 7      | 7      | 7       | 8       | 8      | 8     | 9      | 9       | 9       | 10      | 10     | 10     | 11      | 11      | 11      | 12      | 12     | 12    | 13     | 13    | 13      | C.P. | Pts | C.C. | Pts |
| Año  | Equipo                   | Moto                 | No | Piloto                | R1     | CS     | R2     | R1      | CS    | R2      | R1     | CS      | R2    | R1      | CS     | R2    | R1      | CS    | R2      | R1    | CS     | R2      | R1     | CS     | R2      | R1      | CS     | R2    | R1     | CS      | R2      | R1      | CS     | R2     | R1      | CS      | R2      | R1      | CS     | R2    | R1     | CS    | R2      | C.P. | Pts | C.C. | Pts |
| ---- | ------------------------ | -------------------- | -- | --------------------- | ------ | ------ | ------ | ------- | ----- | ------- | ------ | ------- | ----- | ------- | ------ | ----- | ------- | ----- | ------- | ----- | ------ | ------- | ------ | ------ | ------- | ------- | ------ | ----- | ------ | ------- | ------- | ------- | ------ | ------ | ------- | ------- | ------- | ------- | ------ | ----- | ------ | ----- | ------- | ---- | --- | ---- | --- |
| 2019 | Aruba.it Racing – Ducati | Ducati Panigale V4 R | 7  | Chaz Davies           | AUS 10 | AUS 10 | AUS 7  | THA 15  | THA 8 | THA Ret | SPA 3  | SPA 4   | SPA 3 | NED 7   | NED C  | NED 5 | ITA Ret | ITA 2 | ITA C   | SPA 7 | SPA 10 | SPA Ret | ITA 5  | ITA 17 | ITA 7   | GBR 10  | GBR 7  | GBR 9 | USA 2  | USA 2   | USA 1   | POR 2   | POR 10 | POR 16 | FRA Ret | FRA 4   | FRA 4   | ARG DNS | ARG 4  | ARG 2 | QAT 2  | QAT 5 | QAT 2   | 6.º  | 294 | 2.º  | 623 |
| 2019 | Aruba.it Racing – Ducati | Ducati Panigale V4 R | 19 | Álvaro Bautista       | AUS 1  | AUS 1  | AUS 1  | THA 1   | THA 1 | THA 1   | SPA 1  | SPA 1   | SPA 1 | NED 1   | NED C  | NED 1 | ITA 2   | ITA 3 | ITA C   | SPA 1 | SPA 1  | SPA NC  | ITA 3  | ITA 1  | ITA 14  | GBR Ret | GBR 4  | GBR 3 | USA 17 | USA DNS | USA Ret | POR 4   | POR 2  | POR 1  | FRA 5   | FRA 5   | FRA Ret | ARG 1   | ARG 2  | ARG 5 | QAT 4  | QAT 2 | QAT 3   | 2.º  | 498 | 2.º  | 623 |
| 2020 | Aruba.it Racing – Ducati | Ducati Panigale V4 R | 7  | Chaz Davies           | AUS 8  | AUS 13 | AUS 5  | SPA 4   | SPA 5 | SPA 2   | POR 11 | POR Ret | POR 4 | SPA 2   | SPA 5  | SPA 2 | SPA 3   | SPA 5 | SPA Ret | SPA 3 | SPA 4  | SPA 1   | FRA 4  | FRA 5  | FRA 3   | POR 2   | POR 4  | POR 1 |        |         |         |         |        |        |         |         |         |         |        |       |        |       |         | 3.º  | 273 | 2.º  | 391 |
| 2020 | Aruba.it Racing – Ducati | Ducati Panigale V4 R | 45 | Scott Redding         | AUS 3  | AUS 3  | AUS 3  | SPA 1   | SPA 2 | SPA 1   | POR 7  | POR 5   | POR 2 | SPA 1   | SPA 2  | SPA 4 | SPA Ret | SPA 1 | SPA 3   | SPA 2 | SPA 8  | SPA 6   | FRA 5  | FRA 4  | FRA 1   | POR Ret | POR 6  | POR 2 |        |         |         |         |        |        |         |         |         |         |        |       |        |       |         | 2.º  | 305 | 2.º  | 391 |
| 2021 | Aruba.it Racing – Ducati | Ducati Panigale V4 R | 21 | Michael Ruben Rinaldi | SPA 7  | SPA 11 | SPA 16 | POR 5   | POR 5 | POR Ret | ITA 1  | ITA 1   | ITA 2 | GBR 12  | GBR 10 | GBR 8 | NED Ret | NED 2 | NED 8   | CZE 4 | CZE 10 | CZE 5   | SPA 10 | SPA 13 | SPA 7   | FRA 4   | FRA 10 | FRA 7 | SPA 3  | SPA 5   | SPA 1   | SPA Ret | SPA C  | SPA 7  | POR 4   | POR Ret | POR 7   | ARG 3   | ARG 8  | ARG 5 | INA 12 | INA C | INA Ret | 5.º  | 282 | 2.º  | 594 |
| 2021 | Aruba.it Racing – Ducati | Ducati Panigale V4 R | 45 | Scott Redding         | SPA 4  | SPA 8  | SPA 1  | POR 1   | POR 3 | POR 16  | ITA 4  | ITA 4   | ITA 4 | GBR Ret | GBR 18 | GBR 4 | NED 2   | NED 5 | NED 2   | CZE 2 | CZE 2  | CZE 1   | SPA 1  | SPA 1  | SPA 2   | FRA 12  | FRA 5  | FRA 3 | SPA 1  | SPA 15  | SPA 3   | SPA 3   | SPA C  | SPA 2  | POR 2   | POR 2   | POR 2   | ARG 9   | ARG 2  | ARG 1 | INA 3  | INA C | INA 2   | 3.º  | 501 | 2.º  | 594 |
| 2022 | Aruba.it Racing – Ducati | Ducati Panigale V4 R | 21 | Michael Ruben Rinaldi | SPA 4  | SPA 4  | SPA 4  | NED Ret | NED 8 | NED 7   | POR 9  | POR 8   | POR 8 | ITA 3   | ITA 10 | ITA 3 | GBR 6   | GBR 6 | GBR 4   | CZE 7 | CZE 4  | CZE Ret | FRA 6  | FRA 7  | FRA 2   | SPA 4   | SPA 5  | SPA 2 | POR 7  | POR 5   | POR 4   | ARG 5   | ARG 4  | ARG 5  | INA 5   | INA 8   | INA 10  | AUS 11  | AUS 22 | AUS 7 |        |       |         | 4.º  | 293 | 1.º  | 894 |
| 2022 | Aruba.it Racing – Ducati | Ducati Panigale V4 R | 19 | Álvaro Bautista       | SPA 2  | SPA 1  | SPA 1  | NED 2   | NED 3 | NED 1   | POR 1  | POR 3   | POR 2 | ITA 1   | ITA 2  | ITA 1 | GBR Ret | GBR 4 | GBR 2   | CZE 1 | CZE 3  | CZE 2   | FRA 1  | FRA 2  | FRA Ret | SPA 3   | SPA 1  | SPA 1 | POR 2  | POR 2   | POR 1   | ARG 1   | ARG 2  | ARG 1  | INA 2   | INA 4   | INA 2   | AUS 5   | AUS 1  | AUS 1 |        |       |         | 1.º  | 601 | 1.º  | 894 |